# Lobelia chireensis
Lobelia chireensis är en klockväxtart som beskrevs av Achille Richard. Lobelia chireensis ingår i släktet lobelior, och familjen klockväxter. Inga underarter finns listade i Catalogue of Life.